# Manuel Turizo
Manuel Turizo, nato Manuel Turizo Zapata (Montería, 12 aprile 2000), è un cantante colombiano.

## Biografia
Cresciuto a Montería, ha iniziato ad avvicinarsi al mondo musicale dall'età di 13 anni. Ha intrapreso la carriera musicale nel 2016, salendo alla ribalta l'anno seguente grazie al singolo Una lady como tú, che è divenuta una hit poiché ha ottenuto la certificazione di diamante in Colombia e quella di doppio diamante in Messico. Il brano è contenuto nel primo album in studio ADN, messo in commercio il 23 agosto 2019 attraverso le etichette La Industria Inc. e la divisione latina della Sony Music, che ha raggiunto la 4ª posizione della classifica messicana, dove è stato certificato triplo platino dalla AMPROFON con oltre 180 000 unità vendute. Anche il secondo disco Dopamina ha riscosso successo, esordendo all'8º posto nella graduatoria spagnola redatta dalla Productores de Música de España.
Nell'ambito del Latin Grammy ha ottenuto una candidatura e ha trionfato come miglior nuovo artista latino agli iHeartRadio Music Awards.

## Discografia

### Album in studio
- 2019 – ADN
- 2021 – Dopamina
- 2023 – 2000
- 2024 – 201

### Singoli
- 2016 – Vámonos
- 2016 – Baila conmigo
- 2017 – Una lady como tú
- 2017 – Déjate llevar (con Belinda, Snova e B-Case)
- 2017 – Esperándote
- 2018 – Culpables
- 2018 – Ser un cantante
- 2018 – Una vez más (con Noriel)
- 2018 – Desconocidos (con Mau y Ricky e Camilo)
- 2018 – Sola
- 2018 – Déjalo (con Nacho)
- 2018 – Dile la verdad (con Jowell & Randy)
- 2019 – Esclavo de tus besos (con Ozuna)
- 2019 – No te hagas la loca (con Noriel)
- 2019 – En cero (con Yandel e Sebastián Yatra)
- 2019 – Nada ha cambiado
- 2019 – Caso perdido
- 2020 – No encuentro palabras (con Abraham Mateo)
- 2020 – Despacio (con Natti Natasha, Nicky Jam e Myke Towers)
- 2020 – TBT (con Sebastián Yatra e Rauw Alejandro)
- 2020 – No te vayas (remix) (con Carlos Vives)
- 2020 – Loco (remix) (con Beéle, Farruko e Natti Natasha)
- 2020 – Quiéreme mientras se pueda
- 2020 – La presión (con Lalo Ebratt)
- 2020 – Tanzen/Baile (con Edin)
- 2020 – Provócame (remix) (con Miky Woodz, Wisin, Justin Quiles e Lenny Tavárez)
- 2020 – Quiéreme mientras se pueda (remix) (con Miky Woodz e Jay Wheeler)
- 2020 – +Linda (remix) (con Dalex e Arcángel feat. De La Ghetto & Beéle)
- 2020 – Será (con Llane)
- 2020 – La nota (con Rauw Alejandro e Myke Towers)
- 2020 – Pase lo que pase (remix) (con Sael, Feid e Andy Rivera)
- 2021 – Mala costumbre (con Wisin & Yandel)
- 2021 – Mala influencia (con Noriel)
- 2021 – Maldita foto (con Tini)
- 2021 – Te olvido
- 2021 – Una vaina loca (con Fuego e Duki)
- 2021 – Baila Kumi (con Ir-Sais)
- 2021 – A-O-K (con Tai Verdes)
- 2021 – Resaca (con Nio García)
- 2022 – Vacaciones (con Luis Fonsi)
- 2022 – De 100 a 0
- 2022 – La bachata
- 2022 – Los cachos (con i Piso 21)
- 2022 – Bonita (con Blessd e Fuego)
- 2022 – Mal de amor (con i MYA)
- 2022 – Éxtasis (con María Becerra)
- 2023 – El merengue (con Marshmello)
- 2023 – Triste
- 2023 – Vagabundo (con Sebastián Yatra e Béele)
- 2023 – Copa vacía (con Shakira)
- 2023 – De lunes a lunes (con Grupo Frontera)
- 2023 – Dem Time Deh (con Sean Paul)
- 2023 – Ojos. Labios. Cara.
- 2024 – Mamasota (con Yandel)
- 2024 – 1000cosas (con Lola Índigo)
- 2024 – Bahamas (con Saiko)
- 2024 – Sussy (con Moffa e Ñengo Flow)
- 2024 – Dios te cuide
- 2024 – Enhorabuena
- 2024 – Qué pecao (con Kapo)
- 2024 – Si preguntan por mi (con Chris Lebron)
- 2025 – Feliz año nuevo (con Armenta)
- 2025 – En privado (con Xavi)
- 2025 – Que haces (con Becky G)
- 2025 – Cómo sería (con Alejandro Sanz)